# Famille de Monseignat
La famille de Monseignat est une famille française originaire de Champagne, établie en Rouergue au XVIIIe siècle, puis également à Paris au XIXe siècle. Elle est l'une des principales familles de notables du département de l'Aveyron, au XIXe siècle. 
Cette famille est indiquée comme une famille de noblesse inachevée par des auteurs, elle figure dans un catalogue de la noblesse française d'un autre auteur.
Elle compte parmi ses membres des hauts fonctionnaires et des notables dont le plus connu sera Hippolyte de Monseignat-Barriac (1764-1840), homme politique aveyronnais.

## Histoire
Cette famille, originaire de Champagne, s'est installée en Rouergue au XVIIIe siècle avec Félix de Monseignat, marchand mercier, puis receveur des gabelles en 1739 à Rodez. Son fils, Louis-Félix de Monseignat acquiert en 1782 une charge anoblissante de conseiller-secrétaire du roi, maison et couronne de France.
Les auteurs du Dictionnaire de la noblesse française (1975) indiquent pour cette famille « noblesse inachevée par charge de secrétaire du roi du 2 août 1782, chevalier de l'Empire le 26 avril 1810. 
Régis Valette intègre la famille de Monseignat dans son Catalogue de la noblesse française subsistante.
Pierre-Marie Dioudonnat écrit dans Le Simili-Nobiliaire français (2012) que la famille de Monseignat est une ancienne famille du Rouergue de noblesse inachevée.

## Personnalités
- Félix Hippolyte Monseignat du Cluzel (1764-1840), avocat au parlement de Toulouse, emprisonné en 1793 à Paris puis libéré en 1794 à la chute de Robespierre, président de l'assemblée électorale et député au conseil des Cinq-Cents, réélu trois fois membre du corps législatif, en 1811 président de la commission de législation au corps législatif, conseiller de préfecture à Rodez, plusieurs fois président du Conseil général de l'Aveyron, président à vie de la Société d'agriculture de l'Aveyron, chevalier de la Légion d'honneur, chevalier de l'Empire par lettres patentes du 26 avril 1810.
- Hippolyte de Monseignat (1805 à Rodez - 1893 à Rodez), conseiller de préfecture, député (1840, 1842), conseiller général, président de la Société d'agriculture de l'Aveyron, président de la Société des lettres, sciences et arts de l'Aveyron (1863-1868), chevalier de la Légion d'honneur.

## Alliances
Les principales alliances de la famille de Monseignat sont : Hémard de Lambosc, de Jossé (1720), Boyer de Paume, Béteille (sœur du général baron Béteille) (1794), de Saint-Aubin (1808), Vergnes de Castelpers (1812), Affre de Saint-Rome (1820), de Séguret, Borrelli de Serres (1834), Bruneteau de Sainte-Suzanne (1856), Bonnin de La Bonninière de Beaumont (1857), d'Anthoüard de Vraincourt (1885), de Bonadona (1941), d’Orglandes, Lisman, Saint-Bris, de Lencquesaing, Waldburg Zu Zeil Und Trauchburg (2004), Boni (2005).

## Armes, blasons, devises
- Armes de Félix Hippolyte Fréjus de MONSEIGNAT du CLUZEL, chevalier de l'Empire : D'azur au chevron cousu de gueules du tiers de l'écu au signe des chevaliers accompagné de trois maillets d'or. Livrées : bleu, rouge, jaune.